# José Leal
José Martins Leal (Luanda, 23 marzo 1965) è un allenatore di calcio ed ex calciatore angolano naturalizzato portoghese, di ruolo difensore.

## Carriera

### Nazionale
Ha collezionato 15 presenze con la propria Nazionale.